# Redemption (Hurts)
Redemption è un singolo del gruppo musicale britannico Hurts, pubblicato il 16 luglio 2020 come terzo estratto dal quinto album in studio Faith.

## Descrizione
Si tratta di una ballata dominata dal pianoforte e, come spiegato dal frontman Theo Hutchcraft, presenta un testo incentrato «sulla paura e il dubbio. È emerso come un bellissimo momento di chiarezza durante uno dei periodi più travagliati della realizzazione dell'album».

## Video musicale
Il video musicale, pubblicato in concomitanza con il lancio del singolo, è stato diretto da Frederick Lloyd e mostra il duo eseguire il brano in una stanza nera, illuminata nel finale da un uomo in fiamme.

## Tracce
Download digitale
1. Redemption – 4:18

Download digitale – remix
1. Redemption (Kolya Funk Remix) – 2:39

## Classifiche

### Classifiche settimanali
| Classifica (2021) | Posizione massima |
| ----------------- | ----------------- |
| Russia            | 1                 |
| Ucraina           | 18                |

### Classifiche di fine anno
| Classifica (2020) | Posizione |
| ----------------- | --------- |
| Russia            | 70        |
| Classifica (2021) | Posizione |
| Russia            | 13        |
| Ucraina           | 62        |